# Relojero
Relojero, -ra es la persona que  repara y/o vende relojes. 

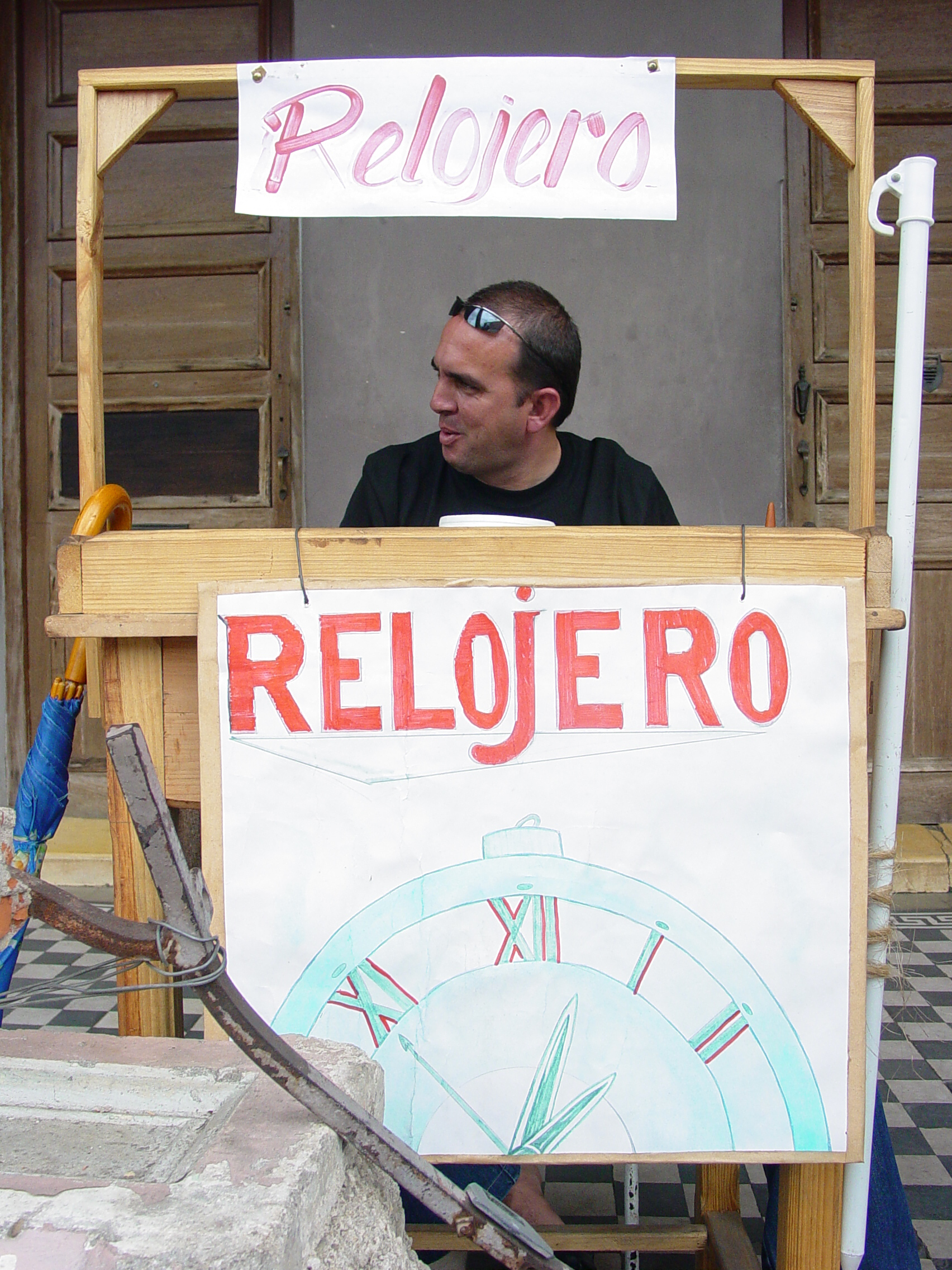
Relojero en La Habana

En la Argentina aún existen algunas escuelas de relojería que otorgan títulos oficiales y privados, aun así la habilidad de un relojero es fruto del empeño personal, tenacidad y estudio autodidacta, empírica o transmitida de persona a persona. Es por esto que se les considera técnicos, por tener una carrera en esta rama específica, conocen a la perfección el funcionamiento y composición de los mecanismos que conforman al reloj. 
El trabajo de un relojero no se ha visto afectado por la practicidad de los nuevos mecanismos y componentes electrónicos que han simplificado su funcionamiento, reducido sus costos y su tiempo de vida útil convirtiéndoles en accesorios desechables en contraste a los relojes mecánicos que son considerados una pieza de joyería heredable.
Es por esto que el trabajo de reparación del mecanismo de los relojes no se ha reducido y si bien ahora la mayor demanda de trabajo es por cambios de baterías y alguna reparación rápida como mantenimiento básico las reparaciones tradicionales siguen en auge.
Sin embargo aún se acude por reparaciones de relojes de pared y cucú por ser objetos decorativos. De igual manera, los relojes más finos y de mayor costo siguen siendo considerados una obra de arte mecánica, por lo que los usuarios de estos distinguidos relojes también suelen frecuentar y necesitar los servicios y habilidades del relojero. Es por esto que el oficio del relojero normalmente va de la mano con el de joyero, aunque estos no son lo mismo, pero sí puede existir una persona que se dedique a ambos oficios.
Las herramientas utilizadas son, lentes de aumento (lupas), pinzas, desarmadores o destornilladores, troqueladoras, con las que consiguen desarmar un reloj en promedio en 30 minutos y una hora para armarlo nuevamente dependiendo de la complejidad del mismo.
El relojero basa su trabajo en lo que cobra por reparar cierto reloj, pero normalmente el relojero va de la mano con el ser joyero, es por esto que el relojero también suele tener en sus manos relojes para vender y diferentes joyas que influyen directamente en su ingreso semanal.
Los relojeros pueden trabajar para grandes casas de joyería que venden relojes de diferentes y valiosas marcas y que ofrecen un servicio de mantenimiento. O pueden ser ellos sus propios dueños y trabajar en su propia joyería, en donde se preocupan por darle mantenimiento a los productos que venden (relojes).